# Aucubaceae
Classification APG II (2003)
Famille
Classification APG III (2009)
La famille des Aucubacées est une famille de plantes dicotylédones. Elle comprend quatre espèces du genre Aucuba. Les Aucuba sont de petites plantes herbacées ou des arbustes, à feuilles persistantes, originaires d'Asie centrale et du Japon.

## Étymologie
Le nom vient du genre Aucuba, qui est la forme latinisée du japonais  青木場  (aoki ba).

## Classification
En classification classique de Cronquist (1981) cette famille n'existe pas et le genre Aucuba était inclus dans les Cornacées.
La classification phylogénétique APG (1998) accepte cette famille et la situe dans l'ordre des Garryales.
La classification phylogénétique APG II (2003) offre deux options: 1) d'accepter cette famille ou 2) de supprimer cette famille, en includant le genre Aucuba avec le genre Garrya dans la famille des Garryacées.
En classification phylogénétique APG III (2009) cette famille est invalide et ses genres sont incorporés dans la famille Garryaceae.